# Alexander Røssing-Lelesiit
Alexander Røssing-Lelesiit (Noorwegen, 20 januari 2007) is een voetballer met de Noorse nationaliteit die doorgaans als linksbuiten speelt. In 2024 maakte hij zijn debuut in het betaald voetbal namens Lillestrøm SK in de Eliteserien . Begin 2025 verruilde hij de Noorse club voor het Duitse Hamburger SV.

## Clubloopbaan

### Lillestrøm SK
Røssing-Lelesiit begon met voetballen bij Nittedal IL voordat hij toetrad tot de jeugdopleiding van Lillestrøm SK. In het seizoen 2023 maakte hij de overstap naar het seniorenvoetbal en werd opgenomen in het tweede elftal. Op 3 juni maakte hij zijn debuut bij de senioren, toen hij in de 74e minuut van de thuiswedstrijd tegen IL Gneist door trainer Pal André Helland werd ingebracht. In zijn eerste seizoen kwam hij tot elf wedstrijden op het vierde niveau van het Noorse voetbal. Op 16 september tekende hij op zestienjarige leeftijd zijn eerste profcontract.
In zijn tweede seizoen (2024) begon Røssing-Lelesiit opnieuw in het tweede elftal, waar hij op 11 mei zijn eerste doelpunt bij de senioren maakte tijdens de met 4-1 gewonnen thuiswedstrijd tegen Tiller IL. In de 12e minuut bracht hij zijn ploeg toen op een 2-0 voorsprong. Kort daarna, op 20 mei, maakte hij zijn debuut in het betaalde voetbal bij het eerste elftal van Lillestrøm SK, tijdens de thuiswedstrijd in de Eliteserien tegen Fredrikstad FK. In het met 0-3 verloren duel in het Åråsenstadion bracht trainer Andreas Georgson hem in de ploeg als vervanger van Thomas Lehne Olsen. Tegen het einde van het seizoen veroverde Røssing-Lelesiit een basisplaats, waarbij hij op 6 oktober zijn eerste doelpunt in het betaalde voetbal scoorde. Tijdens de kwartfinale van de Noorse voetbalbeker maakte hij in de met 1-2 verloren thuiswedstrijd tegen Molde FK in de 78e minuut de gelijkmaker (1-1). Twee weken later maakte hij zijn eerste competitiedoelpunt voor Lillestrøm, toen hij tijdens de met 3-0 gewonnen thuiswedstrijd tegen Odds BK na een assist van Marius Lundemo vlak voor rust de 2-0 scoorde. Lillestrøm eindigde het seizoen op de 15e plaats, wat degradatie naar de 1. divisjon betekende. Røssing-Lelesiit maakte deze degradatie echter niet mee, omdat hij in januari werd verkocht aan Hamburger SV, uitkomend in de Duitse 2. Bundesliga.

### Hamburger SV
Begin februari 2025 tekende Røssing-Lelesiit een contract tot 2029 bij de Noord-Duitse club Hamburger SV. Hij werd vooral voor de lange termijn aangetrokken. Na twee wedstrijden op de reservebank maakte hij op 21 februari 2025 zijn debuut tijdens de thuiswedstrijd tegen 1. FC Kaiserslautern. Trainer Merlin Polzin bracht hem in de 89e minuut in het veld als vervanger van Jean-Luc Dompé. Daarna kwam hij dat seizoen alleen nog in de laatste wedstrijd tegen Greuther Fürth in actie. Daarmee had hij slechts een beperkt aandeel in het seizoen waarin HSV als tweede eindigde en na 2.555 dagen terugkeerde naar de Bundesliga.

## Clubstatistieken
| Seizoen                    | Club             | Competitie      | Competitie | Competitie | Beker | Beker | Internationaal | Internationaal | Overig | Overig | Totaal | Totaal |
| Seizoen                    | Club             | Competitie      | Wed.       | Dlp.       | Wed.  | Dlp.  | Wed.           | Dlp.           | Wed.   | Dlp.   | Wed.   | Dlp.   |
| -------------------------- | ---------------- | --------------- | ---------- | ---------- | ----- | ----- | -------------- | -------------- | ------ | ------ | ------ | ------ |
| 2023                       | Lillestrøm SK II | 3. divisjon     | 11         | 0          | –     | –     | –              | –              | –      | –      | 11     | 0      |
| 2024                       | Lillestrøm SK II | 3. divisjon     | 11         | 3          | –     | –     | –              | –              | –      | –      | 11     | 3      |
| 2024                       | Lillestrøm SK    | Eliteserien     | 11         | 1          | 1     | 1     | –              | –              | –      | –      | 12     | 2      |
| 2024/25                    | Hamburger SV     | 2. Bundesliga   | 2          | 0          | –     | –     | –              | –              | 2      | 0      | 4      | 0      |
| Carrière totaal            | Carrière totaal  | Carrière totaal | 35         | 4          | 1     | 1     | –              | –              | 2      | 0      | 38     | 5      |
| Bijgewerkt tot 7 juni 2026 |                  |                 |            |            |       |       |                |                |        |        |        |        |

## Interlandloopbaan
Røssing-Lelesiit kwam uit voor meerdere Noorse jeugdelftallen, maar wist zich met geen van deze teams te plaatsen voor een eindtoernooi. Op 7 september 2024 speelde hij zijn eerste jeugdinterland voor Noorwegen –17. Bondscoach Bengt Sæternes bracht hem in het thuisduel in de 60e minuut in het veld. Vier minuten later maakte hij zijn eerste doelpunt, gevolgd door een tweede in de 81e minuut, waarmee hij de stand op 3-1 bracht. Desondanks wisten de Denen in de slotfase nog viermaal te scoren, waardoor Noorwegen met 3-5 verloor.
| Jeugdinterlands van Alexander Røssing-Lelesiit voor Noorwegen () | Jeugdinterlands van Alexander Røssing-Lelesiit voor Noorwegen () | Jeugdinterlands van Alexander Røssing-Lelesiit voor Noorwegen () | Jeugdinterlands van Alexander Røssing-Lelesiit voor Noorwegen () | Jeugdinterlands van Alexander Røssing-Lelesiit voor Noorwegen () | Jeugdinterlands van Alexander Røssing-Lelesiit voor Noorwegen () |
| №                                                                | Datum                                                            | Wedstrijd                                                        | Uitslag                                                          | Soort Wedstrijd                                                  | Doelpunten                                                       |
| Als speler bij Noorwegen –17                                     | Als speler bij Noorwegen –17                                     | Als speler bij Noorwegen –17                                     | Als speler bij Noorwegen –17                                     | Als speler bij Noorwegen –17                                     | Als speler bij Noorwegen –17                                     |
| ---------------------------------------------------------------- | ---------------------------------------------------------------- | ---------------------------------------------------------------- | ---------------------------------------------------------------- | ---------------------------------------------------------------- | ---------------------------------------------------------------- |
| 1.                                                               | 7 september 2024                                                 | Noorwegen – Denemarken                                           | 3 – 5                                                            | Vriendschappelijk                                                | Goal · Goal                                                      |
| 2.                                                               | 10 september 2024                                                | België – Noorwegen                                               | 1 – 0                                                            | Vriendschappelijk                                                |                                                                  |
| Als speler bij Noorwegen –19                                     |                                                                  |                                                                  |                                                                  |                                                                  |                                                                  |
| 1.                                                               | 25 februari 2025                                                 | Spanje – Noorwegen                                               | 2 – 1                                                            | Vriendschappelijk                                                | Goal                                                             |
| 2.                                                               | 27 februari 2025                                                 | Spanje – Noorwegen                                               | 0 – 1                                                            | Vriendschappelijk                                                |                                                                  |
| 3.                                                               | 19 maart 2025                                                    | Noorwegen – België                                               | 2 – 0                                                            | EK-kwalificatie 2025                                             |                                                                  |
| 4.                                                               | 22 maart 2025                                                    | Noorwegen – Israël                                               | 2 – 1                                                            | EK-kwalificatie 2025                                             |                                                                  |
| 5.                                                               | 25 maart 2025                                                    | Noorwegen – Servië                                               | 2 – 1                                                            | EK-kwalificatie 2025                                             |                                                                  |
| Bijgewerkt tot 7 juni 2025                                       |                                                                  |                                                                  |                                                                  |                                                                  |                                                                  |